# Крістоф Білер
Крістоф Білер  (нім. Christoph Bieler, 28 жовтня 1977) — австрійський лижний двоборець, олімпійський чемпіон.

## Виступи на Олімпіадах
| Олімпіада           | Дисципліна                     | Місце |
| ------------------- | ------------------------------ | ----- |
| Нагано 1998         | командні                       | 4     |
| Нагано 1998         | особисті                       | 19    |
| Солт-Лейк-Сіті 2002 | командні                       | 3     |
| Солт-Лейк-Сіті 2002 | особисті                       | 15    |
| Солт-Лейк-Сіті 2002 | спринт                         | 16    |
| Турин 2006          | командні                       | 1     |
| Турин 2006          | особисті                       | 13    |
| Турин 2006          | спринт                         | 23    |
| Ванкувер 2010       | норм. трамплін / 10 км, інд.   | 25    |
| Ванкувер 2010       | великий трамплін / 10 км, інд. | 10    |

## Зовнішні посилання
- Досьє на sport.references.com [Архівовано 29 січня 2010 у Wayback Machine.]